# Họ Phong
Họ Phong hay họ Thích (danh pháp khoa học: Aceraceae) từng là một họ bao gồm khoảng 120-200 loài (tùy theo các nguồn khác nhau) cây thân gỗ, phân bổ trong 2-3 chi. Chi quan trọng nhất trong họ này là chi Phong (Acer), bao gồm các loài phong (thích, túc). Chi này chứa khoảng 120-125 loài cây gỗ và cây bụi. Đặc trưng chung của chúng là các lá mọc đối.
Người ta đã biết từ lâu là chúng có quan hệ họ hàng gần với họ Bồ hòn (Sapindaceae), cũng như họ Dẻ ngựa (Hippocastanaceae). Một vài nhà phân loại học, trong đó có cả nhóm APG, hiện nay đã đưa các loài trong các họ Aceraceae và Hippocastanaceae vào trong họ Sapindaceae. Nghiên cứu gần đây (Harrington và những người khác, 2005) đã chỉ ra rằng cả hai họ nhỏ này đều là đơn ngành. Do chúng là các nhóm cơ sở đối với họ Sapindaceae, nên chúng có thể hoặc là đưa vào hoặc là loại ra khỏi họ lớn kia. Đây chỉ là chuyện của kiểu sắp xếp ưa thích mà thôi.

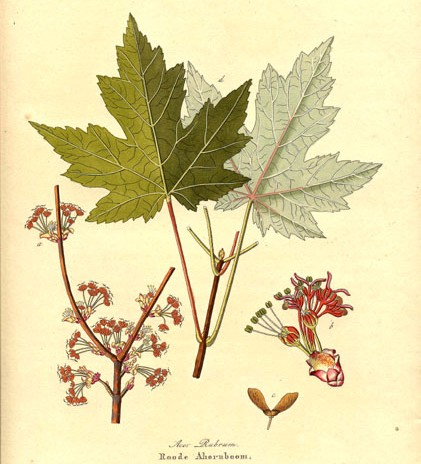
Hình minh họa lá phong

## Trong các phân loại
Theo hệ thống Dahlgren thì họ này thuộc siêu bộ Rutiflorae; bộ Bồ hòn (Sapindales). Theo hệ thống Cronquist họ này thuộc phân lớp Hoa hồng (Rosidae); bộ Bồ hòn (Sapindales). Theo APG (1998) thì họ này thuộc nhóm thực vật hai lá mầm thật sự (eudicot); nhóm eudicot lõi; nhánh Hoa hồng thật sự II (eurosid II); bộ Bồ hòn (Sapindales).

## Các chi
Họ này gồm 2 chi:
- Acer: Các loài phong
  - Negundo: Có thể được tách riêng từ chi trên.
- Dipteronia: 2 loài đặc hữu của Trung Quốc (Dipteronia sinensis và Dipteronia dyeriana, tại đây người ta gọi chúng là kim tiền túc).